# Contea di DeKalb (Alabama)
La contea di DeKalb, in inglese DeKalb County, è una contea dello Stato dell'Alabama, negli Stati Uniti. La popolazione al censimento del 2000 era di 64 452 abitanti. Il capoluogo di contea è Fort Payne.
Si tratta di una dry county, ma in alcune città è permessa la vendita di alcolici.

## Geografia fisica
La contea si trova nella parte nord-orientale dello Stato, al confine con la Georgia. Lo United States Census Bureau certifica che l'estensione della contea è di 2017 km², di cui 2015 km² composti da terra e i rimanenti 2 km² composti di acqua.
Il territorio si trova interamente all'interno dell'altopiano del Cumberland. Nella parte orientale si trova parte del Parco statale DeSoto.

### Laghi, fiumi e parchi
La contea comprende i seguenti laghi, fiumi e parchi:
| Laghi | Fiumi | Parchi                                                                        | Parchi |
| --- | --- | ----------------------------------------------------------------------------- | ------ |
| - Dry Pond - Howard Lake - Prestwood Lake - John Gilbreath Number 1 Lake - Chambers Lake - Mountain View Lake - Achunachi Lake - Republic Lake | - Rock Creek - Hurricane Creek - Snake Creek - Indian Creek - Piney Creek - Little Scarham Creek - Little Sauty Creek - South Fork Blackoak Creek - South Fork Scarham Creek | - Cloudmont Park - De Soto State Park - Little River Canyon National Preserve |        |

### Contee confinanti[4]
- Contea di Jackson - nord-ovest
- Contea di Dade (Georgia) - nord-est
- Contea di Walker (Georgia) - est
- Contea di Chattooga (Georgia) - est
- Contea di Cherokee - sud-est
- Contea di Etowah - sud
- Contea di Marshall - sud-ovest

## Principali strade ed autostrade
- Interstate 59
- U.S. Highway 11
- State Route 35
- State Route 68
- State Route 75

## Storia
La Contea di DeKalb fu creata il 9 gennaio 1836 dalla parte meridionale della Contea di Cherokee (Alabama). Il nome le è stato dato in onore del generale Johann de Kalb. Prima dell'arrivo dei coloni europei, l'area era abitata principalmente dal popolo Cherokee, in particolare da Sequoyah.

## Società

### Evoluzione demografica
Abitanti censiti (migliaia)

## Comuni[10]
- Collinsville - city[11]
- Crossville - town
- Fort Payne - city
- Fyffe - town
- Geraldine - town
- Hammondville - town
- Henagar - city
- Ider - town
- Lakeview - town
- Mentone - town
- Pine Ridge - town
- Powell - town
- Rainsville - city
- Sand Rock - town[11]
- Shiloh - town
- Sylvania - town
- Valley Head - town